# Poésie chantée
 (mai 2025).
Si vous disposez d'ouvrages ou d'articles de référence ou si vous connaissez des sites web de qualité traitant du thème abordé ici, merci de compléter l'article en donnant les références utiles à sa vérifiabilité et en les liant à la section « Notes et références ».
Cet article court présente un sujet plus développé dans : chanson française et Histoire de la poésie française.

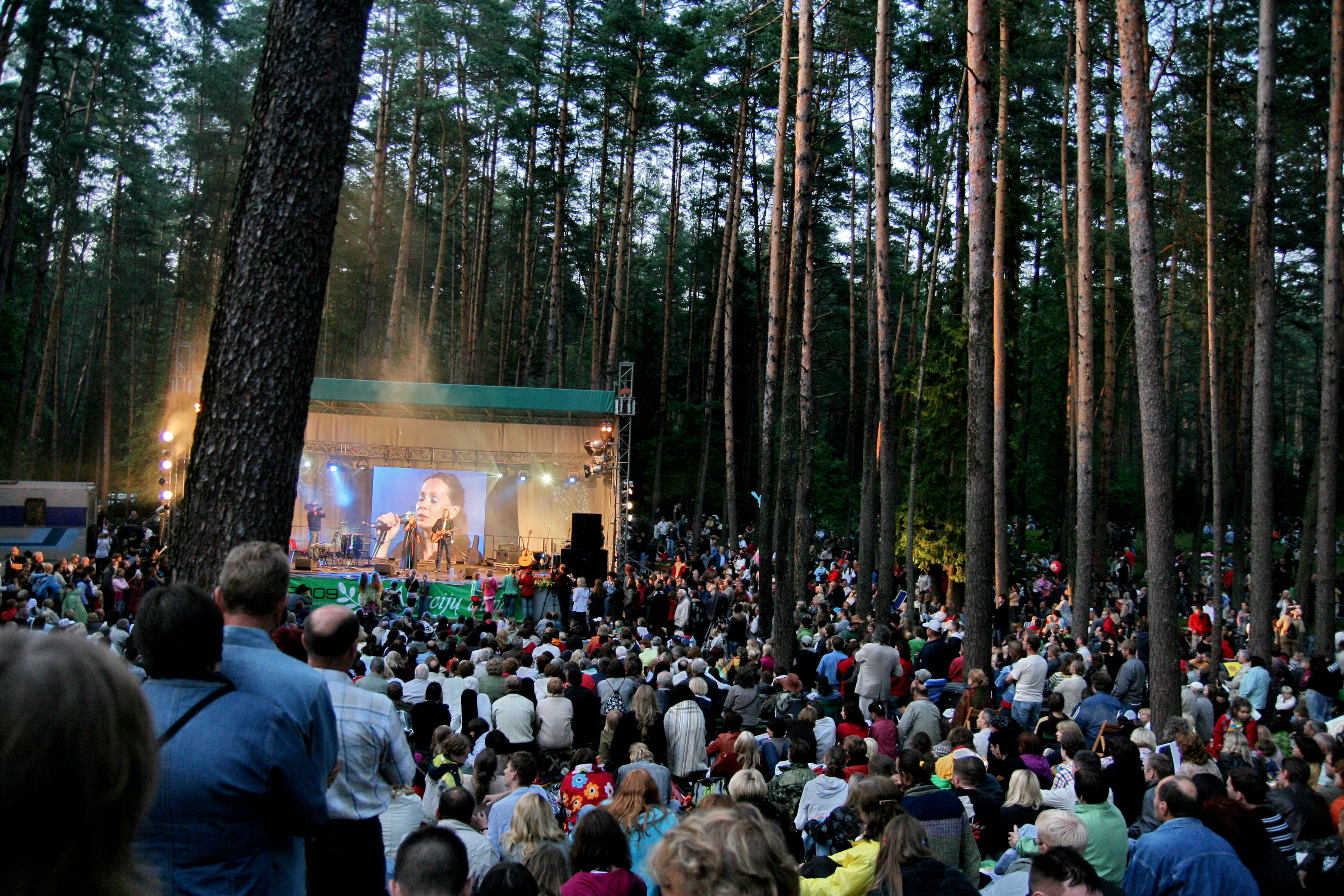
Akaciju aleja.

Les poésies chantées sont des textes à thèmes, ou plus précisément des textes qui ont été d'abord écrits avant d'être mis en musique. Il s'agit d'une expression.

## Historique

### Moyen Âge
- Les troubadours, trobairitz et trouvères.

### Musique classique
- La chanson d'art est l'exemple le plus célèbre de poèmes mis en musique par des grands musiciens : Claude Debussy, surtout Gabriel Fauré, Charles Gounod, Reynaldo Hahn, Jules Massenet, Édouard Lalo, Bizet, Albeniz et bien d'autres. La grande époque de la chanson d'art a été la fin du XIXe siècle et le début du XXe siècle.

### Chanson française
- Les Frères Jacques et Yves Montand ont chanté Jacques Prévert.
- En plus de ses propres poèmes, Georges Brassens a mis en musique des poèmes de François Villon, Paul Verlaine, Victor Hugo, Paul Éluard, Louis Aragon, Alphonse de Lamartine, Francis Jammes, Théodore de Banville, Paul Fort, Tristan Bernard, Jean Richepin et Antoine Pol.
- Léo Ferré a aussi mis en musique des poésies de Rutebeuf, Charles Baudelaire, Guillaume Apollinaire, Louis Aragon et bien d'autres.
- Jean Ferrat a mis en musique des poèmes de Louis Aragon.
- Julos Beaucarne écrit des textes et les met en musique par ailleurs. Il a aussi chanté et consacré un disque aux poètes belges.
- Serge Gainsbourg a mis en musique le poème La Nuit d'octobre d'Alfred de Musset.

### Plus récemment
- Paul Dirmeikis a mis en musique et chante de nombreux poètes, souvent de Bretagne : René Guy Cadou, Tristan Corbière, Victor Segalen, Max Jacob, Armand Robin, Georges Perros, Per-Jakez Hélias, Angèle Vannier, Paol Keineg, Mérédith Le Dez, ainsi que ses propres poèmes, mais aussi d'horizons plus lointains : Claude Pierre (Haïti) et Salah Stétié.
- Bernard Ascal a chanté Joyce Mansour.
- Alain Bashung et Jean Fauque
- Jean Louis Murat reprend les chansons de Ferré sur des poèmes de Baudelaire
- Dominique A
- Ridan a chanté Du Bellay.